# Eupalamides preissi
Eupalamides preissi is een vlinder uit de familie Castniidae. De wetenschappelijke naam van de soort is, als Castnia preissi, in 1899 gepubliceerd door Otto Staudinger.
De soort komt voor in het Neotropisch gebied.

## Synoniemen
- Castnia staudingeri Preiss, 1899 non Castnia staudingeri Druce, 1896